# Foundational Model of Anatomy
Foundational Model of Anatomy (FМА)  је онтолошки речник (модел података, или информациони модел у биомедицинском инжињерингу), којим су дефинисани основни концепти који се разматра у анатомији. Симболички гледано овај модел представља анатомско обликовање тела, на основу до сада расположивих знања о фенотипској структуру организма; просторно-анатомском структурама појединих делова тела и односа који чине физички изглед једног организма. Све то урађено је уз помоћ вештачке интелигенције, семантичког веба и софтверског инжењерства.
Foundational Model of Anatomy се, заснован на основним принципима биоинформатике, развила је и одржава га Структурна информатичка групе за Универзитета у Вашингтону.

## Онтолошко инжењерство
Онтолошко инжењерство у биомедицинском инжењерингу, једна је од области пројектовања у информационом систему. Онтолошко инжењерство је дисциплина која проучава методе и методологију креирања онтологија за конкретне домене. Циљ онтолошког инжењерства је да учини експлицитним знање садржано у софтверским апликацијама, као и у предузетничким и пословним процедурама за конкретне домене. Онтолошко инжењерство у пољу биомедицинског инжењеринга је најновија научно-истраживачка област, чијa се примена и истраживање активно врши у последњој деценији 21. века. Основни разлог интензивног рада у области биомедицинских онтологија је дефинисање биомедицинских термина и концепата одговарајућег домена да би се омогућила поновна употреба, размена, интеграција и апликативна примена доменског знања из области биомедицине.
У литератури је пронађено доста примера биомедицинских и других апликативних онтологија, које су развијене на основу формалних, вршних онтологија и референтних онтологија. Примери неких од њих су: Апликациона онтологија медицине из домена спавања SDO (Sleep Domain Ontology), која је развијена коришћењем вршне BFO (Basic Formal Ontology) онтологије и референтних онтологија: FMA (Foundational Model of Anatomy), CPR (Computer-Based Patient Record), која је коришћена за дефинисање система медицинских евиденција и OGMS (Ontology for General Medical Science), која обезбеђује општи оквир физиолошких и клиничких података, који су приликом развоја наведене апликативне онтологије примењени на област медицине спавања

### Дефиниција онтологије
Онтологија је термин позајмљен из филозофије, где она представља грану метафизике која се бави систематским објашњењем постојања, природом и врстом ствари или ентитета које егзистирају у универзуму. Аристотел је био први филозоф који је увео појам онтологије у Метафизици. У њој се истиче допринос различитих филозофа еволуцији појма онтологије током времена:
- Онтологија је наука постојања свих врста ентитета – апстрактних и конкретних који чине свет.
- Предмет онтологије је проучавање категорија које постоје или могу постојати у неком домену.

Преласком из филозофије ка вештачкој интелигенцији, значење термина онтологије се сужава, тако да онтологија представља модел ентитета и њихових међусобних интеракција генерално или у одређеном домену знања или праксе. Истраживачи из области вештачке интелигенције су најпре развијали онтологије да омогуће дељење и поновно коришћење знања од стране програма и људи, али су се онтологије такође добро показале и као снажни концептуални алат за моделирање знања.

Упоредо за захтевима и развојем вештачке интелигенције и система заснованих на знању и дефиниција термин онтологија се мењао и развијао Једнa од првих дефиниција онтологије према гласи:
| „ | “Онтологија дефинише основне термине и релације који чине речник одређене тематске области (домена), као и правила за комбиновање термина и релација за дефинисање проширења речника домена.” Према овој дефиницији може се извести закључак да је у процесу креирања онтологије потребно дефинисати основне термине и релације између њих, као и правила за извођење нових термина и релација, чиме се постиже проширење речника домена. | ” |

### Foundational Model of Anatomy као једна од подтипова онтологије
FMA је подтип референтне онтологија у оквиру опште онтологије – која садржи заједничке концепте на високом нивоу, који су се посебно показали  корисни за поновну употребу и дељење, јер омогућавају да други концепти буду коректније или поузданије смештени у онтологију.
Као облик референтне онтологије, FMA представљају генерализацију једног или више домена, који обезбеђују неопходан онтолошки оквир за интеграцију или извођење различитих мањих доменских-оријентисаних онтологија. Као референтна биомедицинска онтологија, FMA представља генерализацију анатомског домена.

## Опис
(FMA) као један од генерализованих анатомских домена садржи око 75.000 врста и више од 125.000 условa; за више од 2,1 милион међусобно повезаних случајева, у више од 168 врста односа који су међусобно повезани у FMA у кохерентан симболички модел.
На основу ових података може се рећи да је Foundational Model of Anatomy, један од највећих рачунарских ресурса знања у биомедицини.